# Kartause Marienau

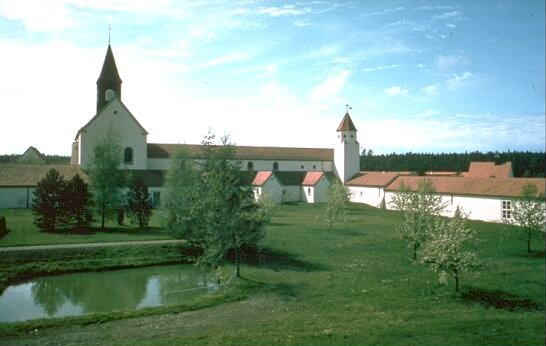
Kartause Marienau

Die Kartause Marienau ist ein Kloster des kontemplativen Kartäuserordens in Marienau, einem Teilort von Bad Wurzach im Landkreis Ravensburg in Oberschwaben. Sie ist die letzte noch von Mönchen bewohnte Kartause in Deutschland.

## Geschichte
Die Kartause Marienau besteht seit 1964, nachdem die Kartäuser wegen der sich ausdehnenden Großstadt und des Ausbaus des Düsseldorfer Flughafens ihre 1869 in Düsseldorf-Unterrath errichtete Kartause Maria Hain aufgegeben hatten.

## Kartause

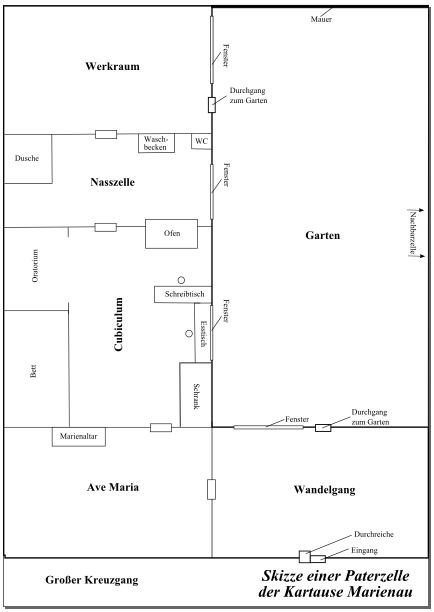
Skizze einer Paterzelle in der Kartause Marienau

Gebaut wurde die Kartause in den Jahren 1962 bis 1964 nach einem Entwurf der Architekten Emil Steffann und Gisberth Hülsmann aus dem Jahr 1961. Leitgedanken beim Entwurf der Kartause waren, dem Ordensideal entsprechend, Armut und Einfachheit.
Es handelt sich bei dem Kloster Marienau um eine sogenannte Doppel-Kartause, d. h., dass zweimal zwölf Einsiedeleien angelegt sind. Es gibt historisch auch einfache und Tripel-Kartausen. Die unter Federführung von Pater Marianus Marck vom Orden selbst erarbeitete Gesamtanlage gliedert sich in fünf funktional deutlich unterscheidbare Bereiche:
1. den zentralen kleinen Kreuzgang,
2. den großen Kreuzgang,
3. den Brüderbau,
4. die Werkstätten (mit Bauernhaus),
5. das Pforten- und Gästehaus.
Die Gebäude am großen Kreuzgang sind eingeschossig, während die übrigen Bauteile der Kartause zweigeschossig sind. Sie sind alle in einfachster handwerklicher Bauweise – geputztes Ziegelmauerwerk und Holzbalken-Decken mit roter Biberschwanz-Deckung – errichtet worden. Die Außenwände sind gelb gestrichen.
Die ganze Anlage ist mit einer zweieinhalb Meter hohen und insgesamt 1250 m langen, durch drei Tore passierbaren Klausurmauer umgeben. Sie umschließt auch die Gebäude des ehemaligen Feser-Hofes mit Gewächshäusern und Kläranlage.
Mittelpunkt der etwa zehn Hektar großen Klosteranlage ist die Kirche mit ihrem einfachen hölzernen Dachreiter. Im Inneren ist die Kirche schlicht weiß und schmucklos gehalten. An die Kirche schließt sich der kleine Kreuzgang mit handwerklichen Kreuzgratgewölben an, um den zum einen die Gemeinschaftsräume des Klosters (Kapitelsaal, Refektorium und Bibliothek) gruppiert sind und an den sich zum anderen der große Kreuzgang anschließt, das charakteristische Element einer jeden Kartause. Um den großen Kreuzgang sind die Einsiedeleien der Patres angelegt. Im Kloster Marienau hat der lange Flügel des großen Kreuzgangs mit 9 von 24 Zellen (Einsiedeleien) eine Länge von 148 m, während der kurze Flügel 101 m lang ist.
In der Mitte der Klosteranlage befindet sich auch der Friedhof. Traditionell werden Kartäuser ohne Sarg in ihrem Habit auf einem Holzbrett liegend beerdigt. Als Grabmal dient ein einfaches Holzkreuz ohne Namen. An der Stirnseite des Friedhofs befindet sich ein weiteres großes Holzkreuz, unter das die Gebeine der Verstorbenen der ehemaligen Kartause Maria Hain übertragen wurden.
Über eine Holzbrücke ist das zweistöckige Brüder-Kloster (etwa 80 × 50 m mit etwa 15 Zellen) vom kleinen Kreuzgang aus zu erreichen. Die Zellen der Brüder befinden sich im Obergeschoss, im Untergeschoss sind Arbeitsräume. Der Brüderbau hat auch eine eigene Brüderkapelle. Die freistehenden Werkstatt- und Lagergebäude für Metall und Holz sowie für Gartenbau umgeben den Brüderbau. Die Pforte und das Gästehaus sind als Teil der Klausurmauer angelegt. Hier befinden sich auch die Räume zur Unterbringung von Gästen. Für Familienangehörige der Mönche, die zu Besuch kommen, ist ein eigener Bereich mit eigenem Garten und Kapelle („Damenkapelle“) eingerichtet.
Gemäß ihrer Berufung zum einsamen Leben erlauben die Klausurvorschriften der Kartäuser keinen Zugang für die Öffentlichkeit. Die Kartause ist nicht zu besichtigen. 1983 sendete der Südwestfunk Baden-Baden einen Bericht über die Kartause Marienau.